# Seridentus
Seridentus is een geslacht van wantsen uit de familie van de Reduviidae (Roofwantsen). Het geslacht werd voor het eerst wetenschappelijk beschreven door Osborn in 1904.

## Soorten
Het genus bevat de volgende soorten:

- Seridentus amarginatus Maldonado, 1994
- Seridentus consimilis Barber, 1930
- Seridentus denticulatus Osborn, 1904
- Seridentus havilandi Costa Lima & Campos Seabra, 1945
- Seridentus latissimus Giacchi, 1998
- Seridentus maculosus (Haviland, 1931)
- Seridentus musettiae Chen, Li & Cai, 2022